# První vláda Milana Hodži
První vláda Milana Hodži existovala od 5. listopadu do 18. prosince 1935. Jednalo se o vládu tzv. široké koalice a v pořadí o 15. československou vládu období první republiky. Z právního hlediska se jednalo o tutéž vládu jako předchozí vláda Jana Malypetra, došlo pouze k výměně předsedů vlády. Jan Malypetr byl 6. listopadu 1935 zvolen novým předsedou Poslanecké sněmovny po úmrtí Bohumíra Bradáče, předchozího předsedy PS – funkce předsedy vlády a předsedy Poslanecké sněmovny se vzájemně vylučovaly.

## Složení vlády
| Strana                            | Strana                                                       | Portfej                                           | Ministr           | Nástup do úřadu   | Odchod z úřadu    |
| --------------------------------- | ------------------------------------------------------------ | ------------------------------------------------- | ----------------- | ----------------- | ----------------- |
|                                   | Republikánská strana zemědělského a malorolnického lidu      | Ministerský předseda                              | Milan Hodža       | 5. listopadu 1935 | 18. prosince 1935 |
| Ministr vnitra                    | Republikánská strana zemědělského a malorolnického lidu      | Josef Černý                                       | 5. listopadu 1935 | 18. prosince 1935 |                   |
| Ministr národní obrany            | Republikánská strana zemědělského a malorolnického lidu      | František Machník                                 | 5. listopadu 1935 | 18. prosince 1935 |                   |
| Ministr zemědělství               | Republikánská strana zemědělského a malorolnického lidu      | Milan Hodža                                       | 5. listopadu 1935 | 9. listopadu 1935 |                   |
| Ministr zemědělství               | Republikánská strana zemědělského a malorolnického lidu      | Josef Zadina                                      | 9. listopadu 1935 | 18. prosince 1935 |                   |
|                                   | Československá sociálně demokratická strana dělnická         | Ministr spravedlnosti                             | Ivan Dérer        | 5. listopadu 1935 | 18. prosince 1935 |
| Ministr železnic                  | Československá sociálně demokratická strana dělnická         | Rudolf Bechyně                                    | 5. listopadu 1935 | 18. prosince 1935 |                   |
| Ministr sociální péče             | Československá sociálně demokratická strana dělnická         | Jaromír Nečas                                     | 5. listopadu 1935 | 18. prosince 1935 |                   |
|                                   | Československá strana národně socialistická                  | Ministr zahraničních věcí                         | Edvard Beneš      | 5. listopadu 1935 | 18. prosince 1935 |
| Ministr pošt a telegrafů          | Československá strana národně socialistická                  | Emil Franke                                       | 5. listopadu 1935 | 18. prosince 1935 |                   |
|                                   | Československá strana lidová                                 | Ministr veřejných prací                           | Jan Dostálek      | 5. listopadu 1935 | 18. prosince 1935 |
| Ministr unifikací                 | Československá strana lidová                                 | Jan Šrámek                                        | 5. listopadu 1935 | 18. prosince 1935 |                   |
|                                   | Československá živnostensko-obchodnická strana středostavová | Ministr průmyslu, obchodu a živností              | Josef V. Najman   | 5. listopadu 1935 | 18. prosince 1935 |
|                                   | Německá sociálně demokratická strana dělnická v ČSR          | Ministr veřejného zdravotnictví a tělesné výchovy | Ludwig Czech      | 5. listopadu 1935 | 18. prosince 1935 |
|                                   | Německý svaz zemědělců a venkovských živností                | Ministr bez portfeje                              | Franz Spina       | 5. listopadu 1935 | 18. prosince 1935 |
|                                   | Nestraničtí ministři                                         | Ministr financí                                   | Karel Trapl       | 5. listopadu 1935 | 18. prosince 1935 |
| Ministr školství a národní osvěty | Nestraničtí ministři                                         | Jan Krčmář                                        | 5. listopadu 1935 | 18. prosince 1935 |                   |

### Změny ve vládě
- 9. listopadu byl Milan Hodža ve funkci ministra zemědělství nahrazen Josefem Zadinou